# Lưu Sở Ngọc
Lưu Sở Ngọc (chữ Hán: 劉楚玉; ? - 2 tháng 1, 466), còn được biết đến qua phong hiệu Sơn Âm công chúa (山陰公主), là một công chúa của triều đại Lưu Tống, con gái của Lưu Tống Hiếu Vũ Đế Lưu Tuấn và là chị ruột của Phế đế Lưu Tử Nghiệp.
Bà là một công chúa nổi tiếng xinh đẹp nhất trong các con gái của Hiếu Vũ Đế, trong lịch sử cùng đương thời nổi tiếng dâm loạn do được em trai Lưu Tử Nghiệp cung phụng bằng cách dâng hơn 30 sủng nam, hưởng thụ thú vui dục vọng. Bằng tác động lên Hoàng đế, từ đó Lưu Sở Ngọc cũng ảnh hưởng rất nhiều đến triều chính Lưu Tống lúc bấy giờ. Về sau, bà bị ép tự sát trong vụ chính biến cung đình phế truất Lưu Tử Nghiệp.

## Tiểu sử
Lưu Sở Ngọc không rõ sinh vào năm nào, ước đoán bà được sinh ra khoảng niên hiệu Nguyên Gia thứ 23 (446), là đứa con đầu tiên của Tống Hiếu Vũ Đế cùng người vợ cả Văn Mục Hoàng hậu Vương Hiến Nguyên. Từ nhỏ Lưu thị có nhan sắc xinh đẹp lạ thường, rất được Vua cha sủng ái. Khoảng 19 tuổi, Lưu Sở Ngọc thụ phong tước hiệu Công chúa ở huyện Sơn Âm, hạ giá lấy Hà Tập (何戢), là con trai của Tư không Hà Yển (何偃).
Sau khi em trai cùng mẹ là Lưu Tử Nghiệp lên ngôi, Lưu Sở Ngọc vì là chị của Hoàng đế nên từ tước hiệu Công chúa ở huyện liền được cải phong thành Trưởng công chúa ở quận, với tước vị Hội Kê Trưởng công chúa (會稽長公主), đất để ăn lộc là Thang mộc ấp lên đến 2.000 hộ, Vệ sĩ 20 người. Bà ngày ngày ra vào cung, ăn chung với Lưu Tử Nghiệp, ngủ chung giường, thậm chí kiệu liễn vốn chỉ mình Hoàng đế dùng mà Lưu Sở Ngọc vẫn được đặt cách ngồi chung. Công chúa khi ấy nổi tiếng tư sắc yêu mị, dâm đãng vô sỉ, bà đã từng hướng Lưu Tử Nghiệp nói: 「“Thần thiếp cùng Bệ hạ tuy nói nam nữ có khác, nhưng cũng xuất từ cùng một cha. Nhưng mà Lục cung của Bệ hạ có cả thượng vạn người, Thần thiếp lại chỉ có một vị Phò mã, thật sự quá không công bằng”」. Thế là, Lưu Tử Nghiệp vốn rất sủng ái chị mình liền chuẩn bị 30 nam nhân ban cho bà. Bên cạnh đó, không ít tin đồn cho rằng chính Công chúa cùng em trai có quan hệ loạn luân do sự thân thiết bất thường của hai người.
Đương triều có Thượng thư bộ Lại tên Chử Uyên (褚淵) nổi tiếng là một mỹ nam tử. Lưu Sở Ngọc nhìn trúng dung mạo của chàng ta, liền cầu tình Lưu Tử Nghiệp hầu hạ bà 10 ngày. Lưu Tử Nghiệp không ngần ngại đáp ứng, hạ chỉ nói Chử Uyên đến Tây Thượng các (西上閣) ở 10 ngày, ban đêm Lưu Sở Ngọc liền lẻn đến để vui thú với mỹ nam tử. Khi công chúa tính câu dẫn, thì Chử Uyên lại né tránh, cứ đứng như vậy đến sáng mà không dao động. Công chúa buồn bực hỏi:「"Ngươi dung mạo anh tuấn như vậy, vì sao không có ham muốn như bọn nam nhân khác?"」. Chử Uyên khẳng khái trả lời:「"Thần tuy không có gì hơn người, nhưng cũng không vì thế muốn làm đầu têu làm loạn"」. Hết 10 ngày, Lưu Sở Ngọc đành miễn cưỡng thả Chử Uyên ra.

## Kết cuộc
Cảnh Hòa nguyên niên (465), ngày 29 tháng 11, Lưu Tử Nghiệp mơ thấy cung nữ bị mình giết hại quay lại ám, nên cảm thấy sợ hãi. Do đó, Lưu Tử Nghiệp cùng chị Lưu Sở Ngọc đi đến Trúc Lâm đường (竹林堂) giải quỷ. Lưu Úc cử Thọ Tịch Chi làm ra vụ ám sát, lấy lý do Lưu Tử Nghiệp đại nghịch bất đạo. Lưu Úc lên ngôi, trở thành Tống Minh Đế.
Hôm sau, Lưu Úc mượn danh nghĩa của Thái hậu Lộ Huệ Nam, ra chiếu chỉ:
| “                                     | Dự Chương vương Lưu Tử Thượng tính cách không hảo, bội hành thiên lý; Hội Kê Trưởng công chúa Lưu Sở Ngọc túng dục dâm loạn, tư tàng nam sủng, không hề tuân theo nhân luân chi đạo. Hiện tại, ban cho hai người tự sát tại tư trạch. | ” |
| — Chiếu chỉ của Hoàng thái hậu Lộ thị | |   |

Công chúa Lưu Sở Ngọc dâm loạn phóng túng, lũng đoạn triều chính cuối cùng thì gặp kết cục bi thảm. Đương thời không rõ công chúa bao nhiêu tuổi, nhưng cứ theo Phò mã Hà Tập tuổi chưa quá 20, thì Lưu Sở Ngọc cũng xấp xỉ như vậy.
Thời Nam Tề, con gái thứ của Hà Tập là Hà Tịnh Anh trở thành Hoàng hậu của Tiêu Chiêu Nghiệp, mẹ đẻ Hà Tịnh Anh là Tống thị được truy tặng làm Quảng Xương Hương quân (廣昌鄉君), còn đích mẫu Lưu Sở Ngọc được tặng làm [Cao Xương Huyền Đô Hương quân; 高昌縣都鄉君].

## Phim ảnh
| Năm  | Phim ảnh truyền hình | Diễn viên      | Nhân vật              |
| 2018 | 《Phượng Tù Hoàng》  | Quan Hiểu Đồng | Lưu Sở Ngọc/Lưu Sở Tú |